# CZ Groep

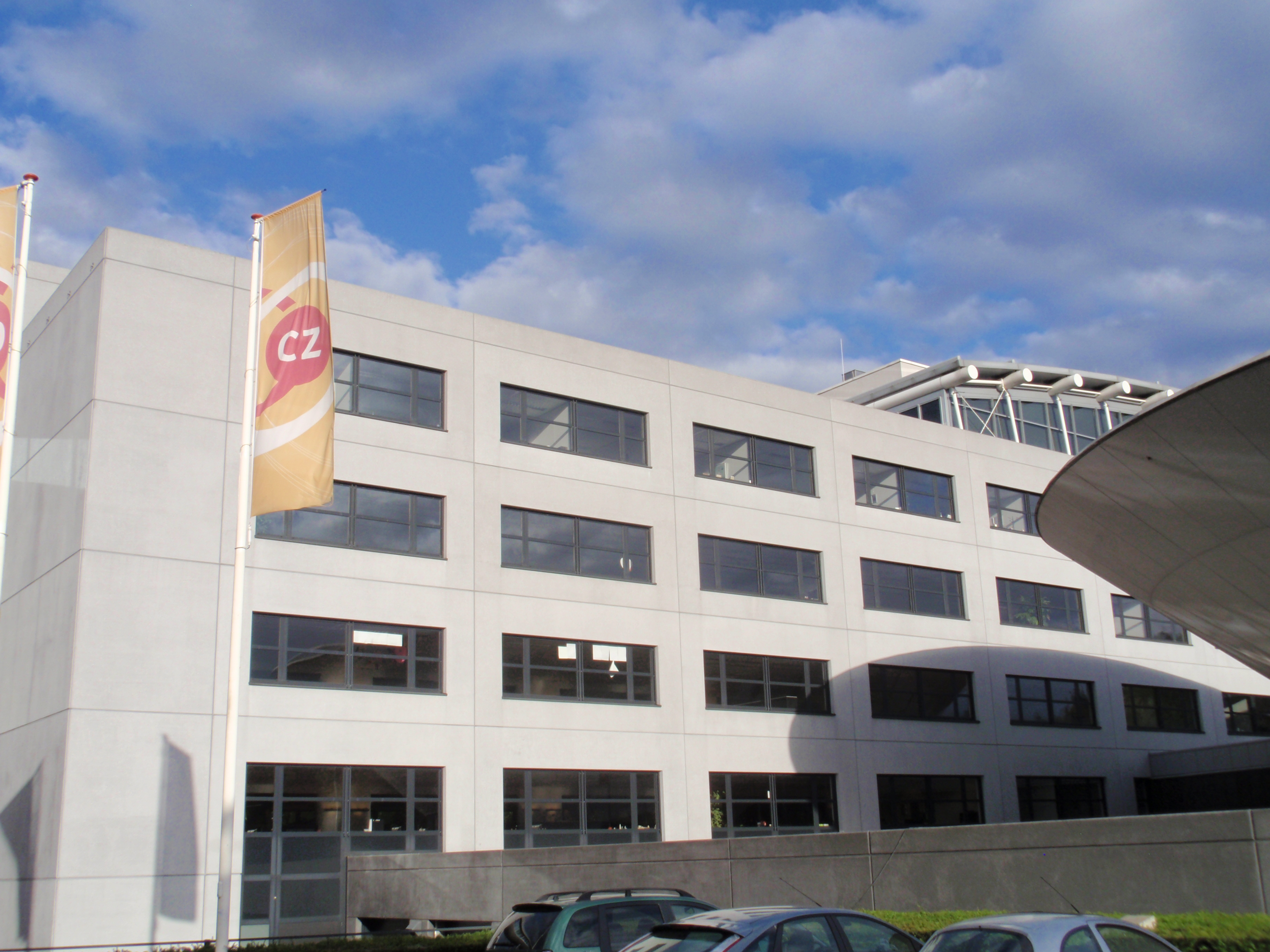
CZ-kantoor in Tilburg

OWM CZ Groep Zorgverzekeraar ua, korter CZ Groep en CZ, is een Nederlandse zorgverzekeraar. Het is een niet op winst gerichte onderlinge waarborgmaatschappij. Het Centraal Ziekenfonds (CZ) werd in 1930 opgericht in Tilburg. 
Met 3,5 miljoen verzekerden behoort CZ tot de drie grootste zorgverzekeraars van Nederland. Het heeft een marktaandeel van zo'n 20% en een jaaromzet van ruim € 8 miljard. De belangrijkste dienst is de uitvoering van de verplichte verzekering tegen ziektekosten, de basisverzekering. Verder biedt CZ ook aanvullende ziektekostenverzekeringen die niet door de basisverzekering worden gedekt. De polissen worden aangeboden onder de merknamen CZ, Just, OHRA en Nationale Nederlanden Zorgverzekeringen.
In januari 2009 nam de CZ Groep de zorgverzekeringen van de Delta Lloyd Groep over. Delta Lloyd, met zo'n 700.000 klanten, werd verkocht omdat volgens Delta Lloyd in de Nederlandse zorgmarkt alleen aanbieders met minimaal 2 miljoen verzekerden op de langere termijn rendabel zijn. De alliantie CZ/Delta Lloyd had na de samenvoeging 3,3 miljoen verzekerden. Als gevolg van de overname van Delta Lloyd door Nationale Nederlanden, is de naam van de zorgverzekeringstak van Delta Lloyd per 1 juli 2018 gewijzigd in Nationale Nederlanden.